# Prince-évêque
Pour les articles homonymes, voir Prince.
 (mai 2019).

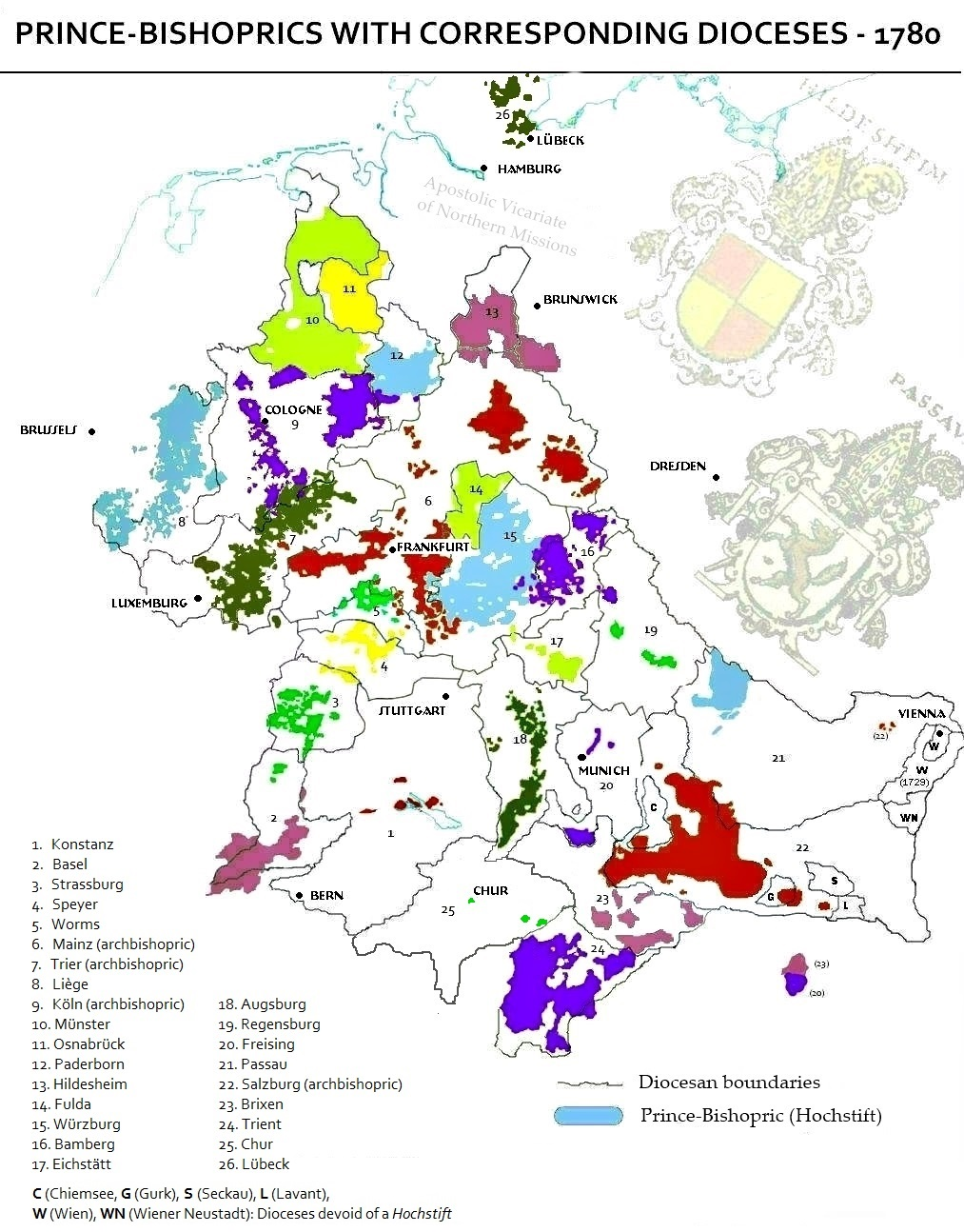
Carte des diocèses du Saint Empire romain (en blanc avec des frontières) et principautés ecclésiastiques (en couleur) au XVIIIe siècle.

Prince-évêque (en allemand : Fürstbischof ; en néerlandais : prins-bisschop) est le titre que portaient les évêques qui, en plus d'administrer leur diocèse, régnaient sur un domaine temporel ou principauté ecclésiastique (Hochstift). 
Ce fut le cas notamment des princes-évêques du Saint-Empire romain germanique  jouissant de l'immédiateté impériale. Ils étaient membres des États impériaux et siégeaient à la diète d'Empire. Les pouvoirs qu'ils exerçaient étaient équivalents à ceux des princes laïcs. La quasi-totalité des princes-évêques et autres princes ecclésiastiques furent sécularisés lors de la médiatisation de 1802 – 1803, ne conservant que leur autorité spirituelle sur leur diocèse.

## Saint-Empire romain
Le pouvoir politique des évêques est notamment lié au combat entre l'autorité centrale de l'Empire et les maisons princières puissantes. Au Moyen Âge central, les rois des Romains avaient commencé à conférer des droits souverains (iura regalia) aux évêques désignés par eux. Les dignitaires religieux sont ainsi devenus des alliés essentiels et loyaux dans la lutte contre l'influence des grandes dynasties. Dans le contexte de l'émergence d'États impériaux, ils étendirent aussi leur pouvoir temporel pour atteindre le niveau d'une principauté territoriale. 

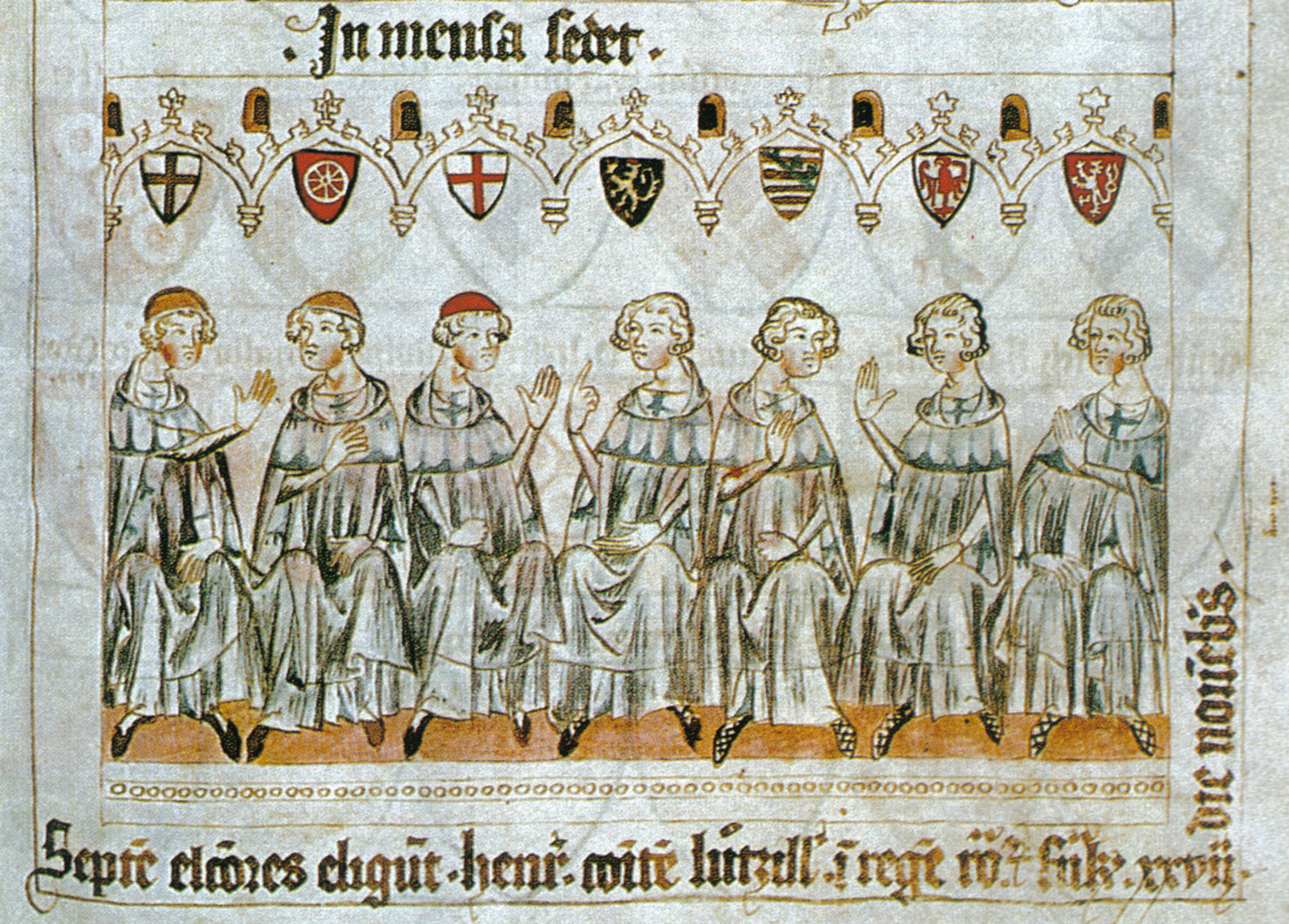
Les trois princes-archevêques (à gauche) à l'élection d'Henri de Luxembourg en 1308.

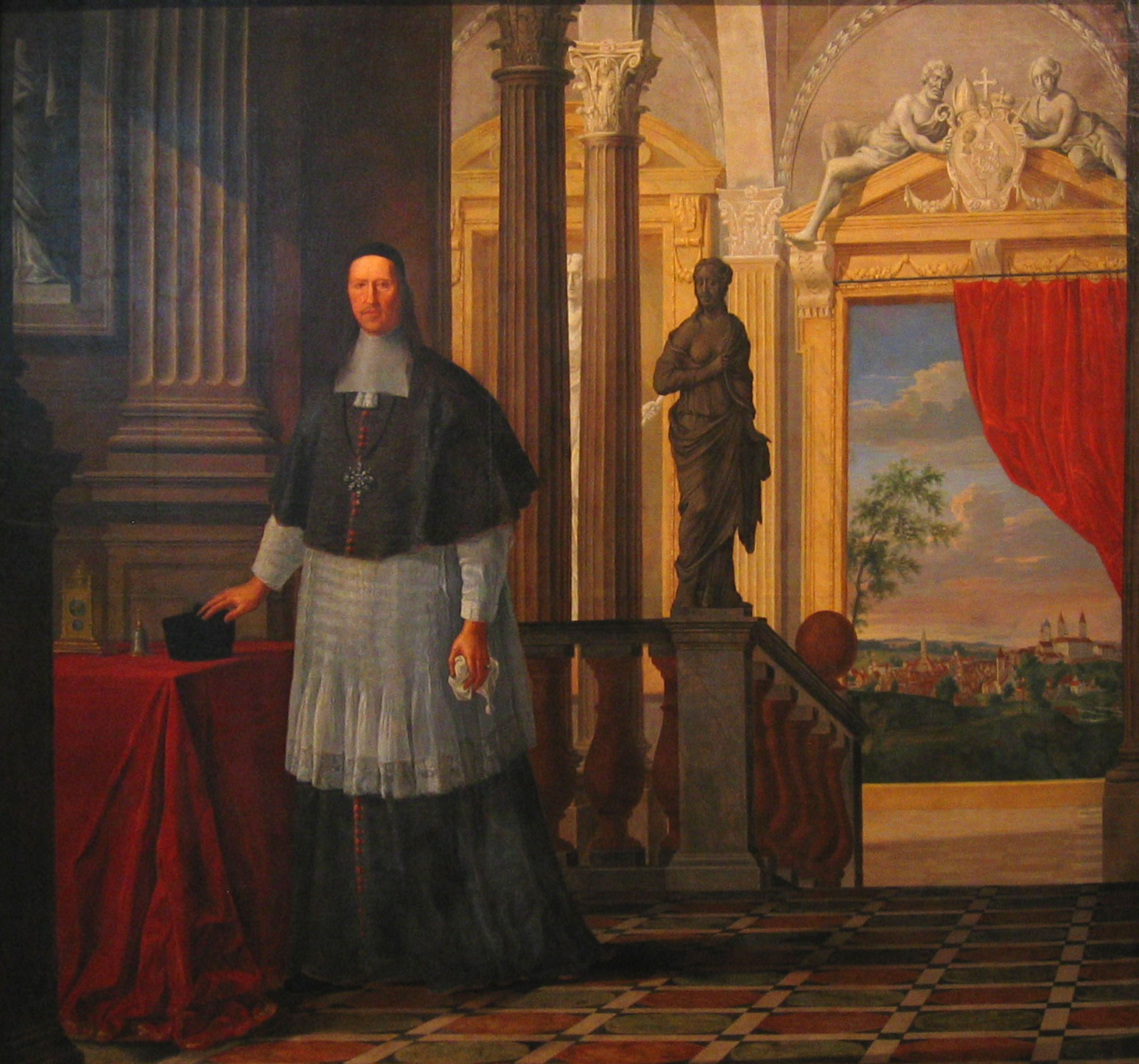
Albert-Sigismond de Bavière (1623-1685), prince-évêque de Freising.

Les princes ecclésiastiques d'Empire les plus puissants étaient les trois archevêques électeurs de Mayence, Cologne et Trèves. Le premier était l'archichancelier pour la Germanie et le plus important des électeurs : la Bulle d'or, établie par l'empereur Charles IV en 1356, stipulait qu'il était le président de l'assemblée électorale à Francfort et le dernier des sept à voter ; sa voix était donc déterminante en cas de partage à égalité des six premiers votes. L'archevêque de Mayence procédait également au sacre du nouveau roi.
La matricule d'Empire, arrêtée à la diète de Worms en 1521, recense les trois électeurs ecclésiastiques et quatre États impériaux au rang de princes-archevêques (Erzstifte) : à Magdebourg (avec Halberstadt), Salzbourg, Besançon et Brême. De plus, elle connaît au total 46 princes-évêques catholiques, par exemple à Bâle, Cambrai (Cambrésis), Genève, Hildesheim, Liège (Lüttich), Münster, Paderborn, Sion (Valais), Strasbourg, Trente et Utrecht, ainsi que les Trois-Évêchés lorrains de Metz, Toul et Verdun. Le nombre a été réduit considérablement au cours de la réforme protestante : après la paix de Westphalie de 1648, beaucoup de principautés épiscopales ont été sécularisées, avant tout à l'avantage des grands États tels que le Brandebourg-Prusse. 23 d'entre elles resteraient, parmi lesquelles l'évêché protestant de Lübeck et la principauté épiscopale d'Osnabrück gouverné alternativement par des évêques catholiques et luthériens.
Dans l'Italie, les évêques de Brescia eurent le titre et le droit de comte, conférés par le roi carolingien Louis II en 844. De 1077 à 1420, le patriarcat d'Aquilée était un territoire ecclésiastique dans la région de Frioul du nord-est de l'Italie.
Les grands dignitaires étaient souvent des chefs temporels plus que spirituels et il n'était pas rare qu'ils ne fussent même pas prêtres. Ainsi Ferdinand de Bavière, frère du duc Maximilien Ier de Bavière qui fut prince-archevêque de Cologne au temps de la guerre de Trente Ans, était également évêque de Freising, de Hildesheim, de Liège, de Münster et de Paderborn, mais n'était pas prêtre. Il faut cependant distinguer titulature (découlant de l'élection canoniale) et pouvoir d'ordre (conféré par la consécration épiscopale) : un laïc peut théoriquement être nommé évêque (et administrer le temporel d'un diocèse) avant d'être consacré et d'y dispenser les sacrements propres aux évêques (confirmation, ordination des prêtres, etc.). D'autant plus qu'à cette époque la nomination des évêques était encore laissée à l'appréciation des chapitres.
Au siècle des Lumières, la légitimation du pouvoir temporel des évêques a pris fin face au rationalisme et à l'Aufklärung, notamment sous l'effet de la Révolution française. La totalité des principautés ecclésiastiques restantes fut supprimée à la suite de la paix de Lunéville au début du XIXe siècle. Le traité confirme pour la France la possession de la rive gauche du Rhin ; en compensation, les États impériaux recevaient les territoires des évêchés sécularisés lors du recès d'Empire en 1803. Le dernier prince-archevêque de Mayence et archichancelier Charles-Théodore de Dalberg régnait jusqu'à la dissolution du Saint-Empire et fut nommé prince primat de la confédération du Rhin en 1806. Son État est également sécularisé en tant que grand-duché de Francfort en 1810. 
C'est notamment dans les domaines de la monarchie de Habsbourg, où le titre de prince-évêque est utilisé par certains dignitaires ecclésiastiques jusqu'à la fin de l'Empire austro-hongrois en 1918. Les archevêques de Salzbourg ne renonçaient au titre de prince qu'en 1951.

## Princes-évêques en dehors du Saint-Empire

### État teutonique

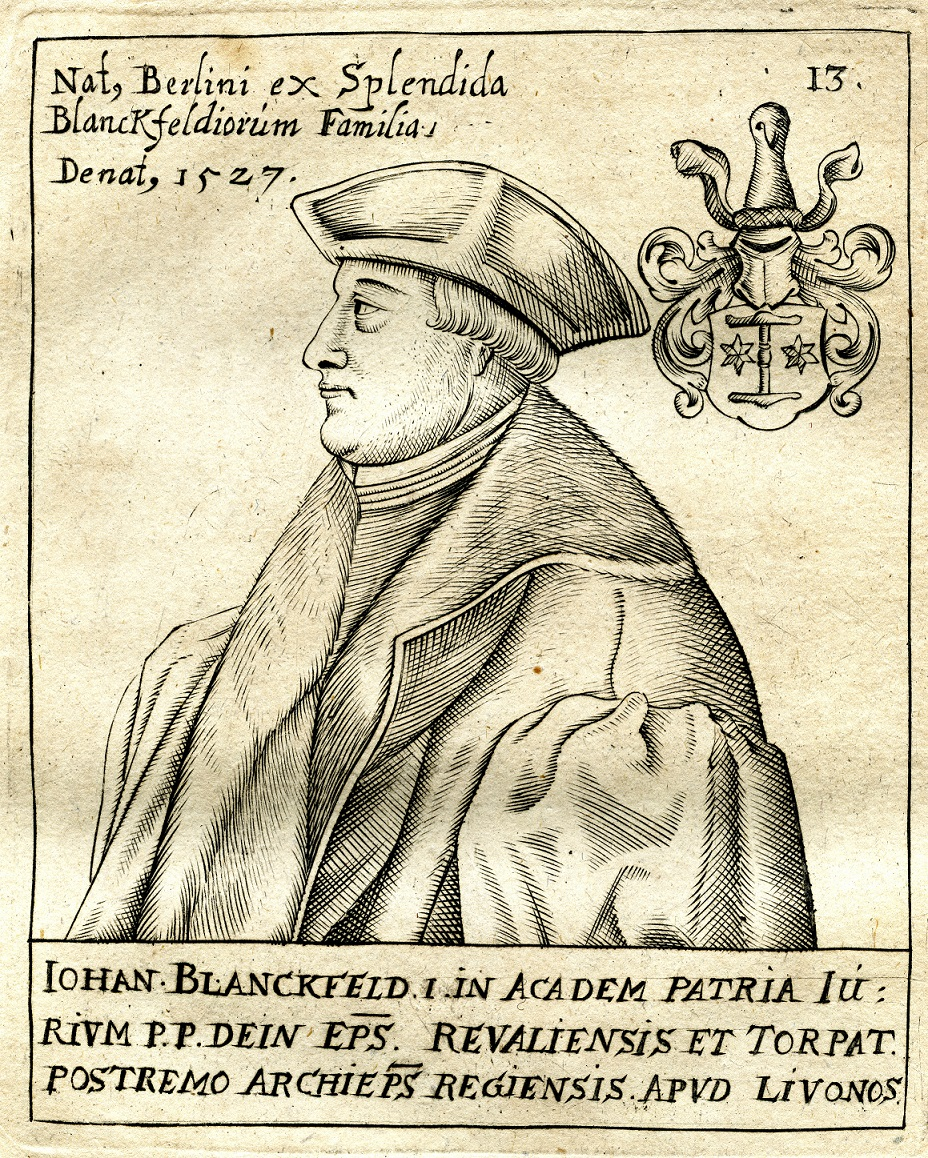
Johann II von Blankenfeld (1471-1527), archevêque de Riga. Après sa mort, en 1561, pendant la guerre de Livonie, le titre de prince-évêque sera supprimé.

Bien que situé en dehors du Saint-Empire, l'évêché de Riga, fondé par Albert de Buxhoeveden dans la Terra Mariana livonienne, obtient ses droits de fief impérial en 1207 et l'empereur Frédéric II lui attribue le titre de prince de Livonie en 1224. Riga est érigé en archevêché par le pape en 1255 ; dépendent de lui les diocèses suffragants de Dorpat, de Varmie, de Culm, de Courlande et d'Ösel-Wiek, ainsi que les évêchés de Pomésanie et de Sambie. L'évêque de Varmie obtient l'immédiateté impériale de l'empereur Charles IV en 1356.
Le chapitre de la cathédrale et la résidence de l'archevêque sont incorporés à l'ordre Teutonique à partir de 1330 ; néanmoins, l'archevêque reste à la fois seigneur temporel et autorité spirituelle. L'archevêché catholique est supprimé par la Réforme luthérienne en 1563.

### Monténégro
En 1490, Đurađ IV Crnojević devient souverain de Zeta, État couvrant en grande partie l'actuel Monténégro. Toutefois, une partie dudit État tombe sous occupation ottomane les années suivantes. Đurađ, exaspéré par la situation politique compliquée de son pays, décide en 1516 de volontairement se retirer à Venise. Avant son départ, il laisse le pouvoir aux mains de l'évêque du Monténégro, Vavil, qui est ensuite formellement intronisé par la population. 
Dès ce moment, le Monténégro se transforme en théocratie et les évêques (métropolites) du Monténégro vont cumuler les pouvoirs spirituels et temporels, jusqu'en 1852, quand le dernier prince-évêque, Danilo Ier, renonce à sa charge ecclésiastique et devient prince laïc.

### Angleterre
L'évêque de Durham (en Angleterre), portait le titre de prince-évêque, du fait de son rôle de gardien du palatinat de Northumbrie face aux Écossais. Le titre fut porté jusqu'en 1836.

### Andorre
Le dernier prince-évêque au monde est sans doute l'évêque d’Urgell, coprince d'Andorre. Il n'était jusqu'en 1620 que le coseigneur d'Andorre, dont le statut fut alors élevé à celui de principauté.